# 컬마르 예뇌
컬마르 예뇌(헝가리어: Kalmár Jenő; 1908년 3월 21일, 모촐라드 ~ 1990년 1월 13일, 안달루시아 주 말라가 ~)는 헝가리의 전 축구 선수이자 감독이다. 현역 시절, 컬마르는 MTK 훙가리아와 헝가리 국가대표팀에서 활약한 전적이 있다. 1928-29 시즌, 그는 20골로 MTK 구단 내 득점 1위를 차지했었다. 1950년대 초, 컬마르는 푸슈카시 페렌츠, 치보르 졸탄, 코치시 샨도르, 보지크 요제프, 부더이 라실로, 로란트 줄러, 그리고 그로시치 줄러 등의 선수가 포진된 혼베드를 이끌고 4차례 헝가리 리그 우승을 거두었다. 혼베드 감독으로서, 그는 전설적인 황금의 군단으로 알려진 헝가리 선수단을 배출하는 데 큰 역할을 했고, 이 시기에 국가대표팀 수석 코치직도 겸직해 셰베시 구스타브 국가대표팀 감독을 보좌하기도 했다. 제2차 세계 대전이 끝난 후, 그는 유고슬라비아에서 3부 리그의 에지셰그로도 알려진 바치카 토폴라에서 말년을 보냈다.
1956년 헝가리 혁명이 발발하자, 컬마르는 전직 동료들인 푸슈카시, 치보르, 그리고 코치시와 함께 스페인으로 건너가 다수의 라 리가 군단을 지휘해 대부분 평범한 성적을 거두었다. 그는 바커 빈도 지휘했었고, 잠깐 세비야를 거치고 그라나다를 1959년 코파 델 헤네랄리시모 결승행을 이끌었다. 그러나 소속 구단은 코치시의 바르셀로나에 4-1로 참패를 당했다. 코치시가 바르사의 2골을 기록하는 와중에 나머지 그라나다의 득점은 아르세니오 이글레시아스가 기록했다. 1967년, 에스파뇰에서 라 리가 3위의 성적을 냈고, 1970년대 말라가의 감독을 두 번 역임했고, 두 차례 승격을 이룩했다.

## 수상

### 감독
혼베드
- 헝가리 리그: 1950, 1952, 1954, 1955

그라나다
- 코파 델 헤네랄리시모 준우승: 1958-59

말라가
- 세군다 디비시온 준우승: 1970,1979

### 선수
MTK 훙가리아
- 헝가리 리그: 준우승 1928-29, 1930–31, 1932–33, 1939-40
- 헝가리 컵: 1931-32

## 같이 보기
- 동구권의 망명자 목록